# La Mère coupable
 (octobre 2019).
Si vous disposez d'ouvrages ou d'articles de référence ou si vous connaissez des sites web de qualité traitant du thème abordé ici, merci de compléter l'article en donnant les références utiles à sa vérifiabilité et en les liant à la section « Notes et références ».
L'Autre Tartuffe ou la Mère coupable est un drame en cinq actes de Pierre-Augustin Caron de Beaumarchais, achevé en 1792. La première, jouée le 26 juin 1792 au théâtre du Marais, est un échec, mais la reprise au Théâtre de la rue Feydeau, le 16 Floréal an V (5 mai 1797), se révèle un grand succès.
Elle représente la troisième partie de la trilogie de Figaro, après Le Barbier de Séville (1775) et Le Mariage de Figaro (1778). Dans une notice écrite par Beaumarchais lui-même, il commente ce troisième acte en disant "qu'après avoir bien ri au Barbier de Séville de la turbulente jeunesse du comte Almaviva, après avoir gaiement considéré dans la Folle Journée les fautes de son âge viril, venez vous convaincre, par le tableau de sa vieillesse, que tout homme qui n'est pas né un épouvantable méchant finit toujours par être bon".
Elle a été adaptée dans un opéra de Darius Milhaud, La Mère coupable (1966).

## Le drame

### Acte I
Figaro et sa femme Suzanne sont toujours au service du comte Almaviva et de son épouse Rosine, mais la famille a déménagé en France. Le comte veut y dénaturer ses biens. La pièce débute le jour de la Saint-Léon, anniversaire du fils naturel de la comtesse et de son ex-page Chérubin. Depuis que le fils aîné des Almaviva est mort dans un duel, le comte repousse Léon, qu'il considère désormais comme le fruit impardonnable de l'adultère de la comtesse.

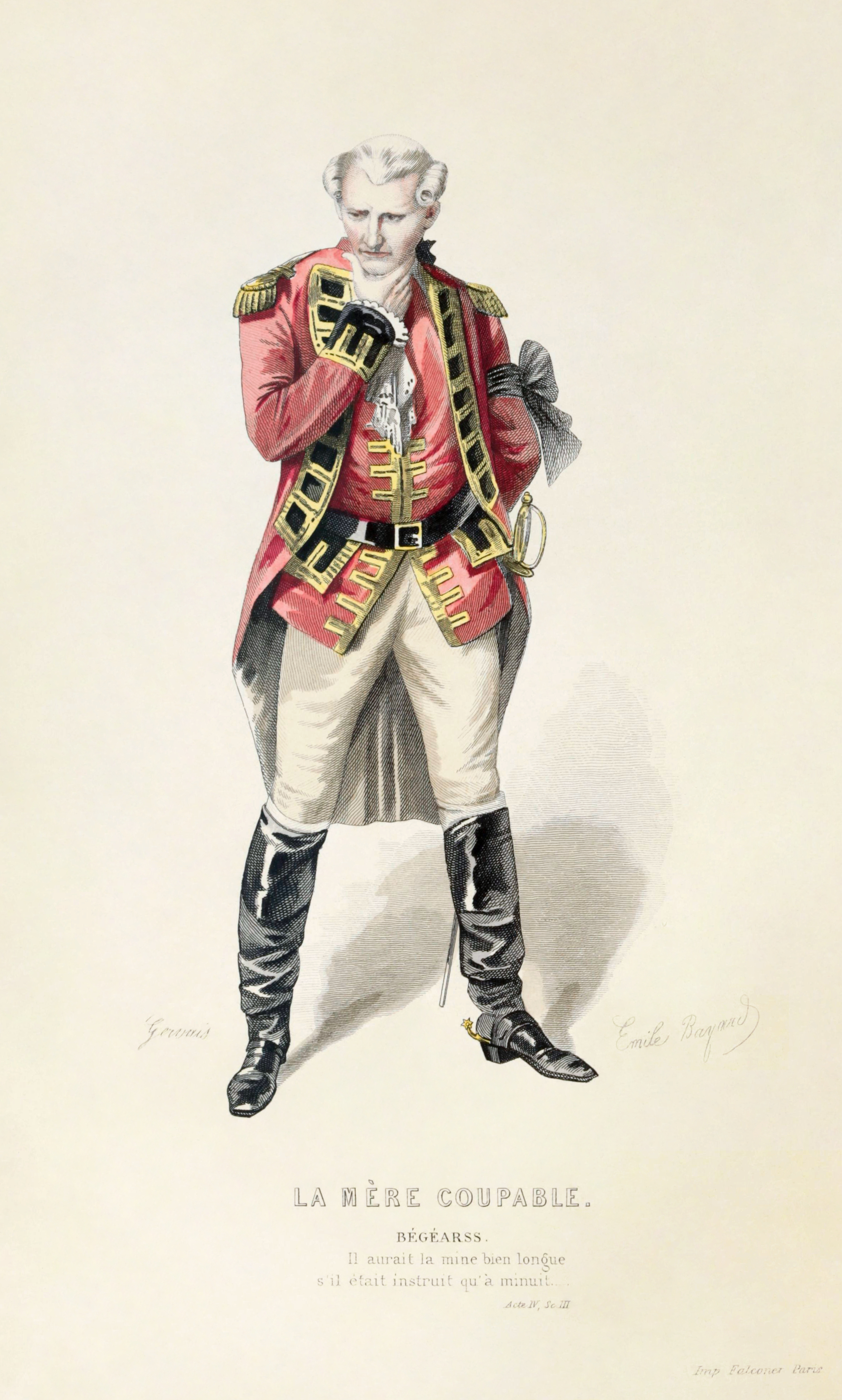
Bégearss

Monsieur Bégearss, un Irlandais, s'est introduit dans la famille. Figaro et Suzanne le soupçonnent de vouloir trahir toute la famille. Il veut épouser Florestine, la pupille du comte, éloigner Léon (qui l'aime aussi) à Malte et le faire accompagner de Figaro. Il montre au comte une lettre que Chérubin a écrite à la comtesse à l'époque de l'adultère.

### Acte II
Le comte lit la lettre et succombe moins à la colère qu'à la pitié envers Rosine, qui fait preuve de remords, et envers Chérubin, qui est allé mourir l'épée à la main par désespoir. Il consent à donner Florestine à Bégearss. Celui-ci raconte à tous les membres de la famille en secret que Florestine est la fille naturelle du comte et ne peut donc en aucun cas épouser Léon. Elle fond en larmes, Léon est désespéré.

### Acte III
Bégearss met aussi la comtesse au courant du secret. Elle donne son accord pour le mariage entre Florestine et Bégearss, qu'elle considère comme le sauveur de l'honneur de la famille. Il lui ordonne ensuite de brûler toutes les lettres de Chérubin, ce qu'elle fait en pleurant. Le comte répète son projet d'envoyer Léon à Malte. Le mariage est fixé pour le soir même.

### Acte IV
La comtesse promet à Léon de prendre son parti auprès du comte. Elle tient un plaidoyer ardent pour Léon, mais le comte lui reproche toujours l'adultère. La comtesse s'évanouit, le comte est effrayé et court à son secours. Ensemble avec Suzanne et Figaro, l'intrigue se dénoue: c'est Bégearss qui a trahi toute la famille, et il faut maintenant l'empêcher d'épouser Florestine et de s'emparer de la fortune du comte.

### Acte V
La comtesse apprend à Florestine qu'elle ne doit plus épouser Bégearss. La comtesse l'adopte comme fille et le comte accepte enfin Léon comme fils. Bégearss revient de chez le notaire, d'où il a retiré une partie de la dot promise par le comte. On lui joue une scène qui lui fait croire que Figaro sera effectivement chassé. Bégearss se trahit, le jeu est découvert. Tout à la fin, Figaro fait remarquer à l'assemblée que Florestine et Léon ne sont en fait pas parents biologiques (puisque Florestine n'est la fille biologique que du Comte mais pas de la Comtesse, et que Léon est le fils biologique de la Comtesse et de Chérubin mais pas du Comte), et qu'ils peuvent en conséquence légalement se marier, sans que leur union ne présente de caractère consanguin, ce qui clôt l'intrigue sur une note heureuse.

## Contexte
- Le personnage de Bégearss est une charge contre l'avocat Nicolas Bergasse, qui avait ridiculisé Beaumarchais aux yeux de l'opinion dans l'affaire Kornmann[2] en juillet 1788.